# Simon Rich
Pour les articles homonymes, voir Rich.
Simon Rich est un humoriste et scénariste américain né à New York le 5 juin 1984. Il est principalement connu pour son travail sur l'émission Saturday Night Live et pour la société Pixar. En 2015 il crée la série Man Seeking Woman basée sur son propre ouvrage The Last Girlfriend on Earth.

## Filmographie

### Scénariste
Pour Les Simpson
| Année | Titre                | Titre original   | Saison | Épisode | Réalisateur  |
| ----- | -------------------- | ---------------- | ------ | ------- | ------------ |
| 2017  | La Montre paternelle | A Father's Watch | 28     | 18      | Bob Anderson |

Autre
- 2008-2009 : Saturday Night Live: Weekend Update Thursday (6 épisodes)
- 2008-2011 : Saturday Night Live (79 épisodes)
- 2009 : CH Live: NYC
- 2009 : A Very Gilly Christmas
- 2015-2017 : Man Seeking Woman (30 épisodes)
- 2015 : Vice-versa
- 2016 : Comme des bêtes
- 2023 : Wonka de Paul King

### Producteur
- 2015-2017 : Man Seeking Woman (30 épisodes)

### Acteur
- 2007-2009 : Saturday Night Live (4 épisodes)